# 八卦珠宝
《八卦珠宝》（法語：Les Bijoux indiscrets）是18世纪法国启蒙思想家、哲学家、文学家德尼·狄德罗于1748年匿名出版的一部艳情小说（Roman libertin），也是作者创作的首部小说。
小说讲述了刚果苏丹曼高古（Mangogul）通过一枚魔法戒指令後宮和其他女子的私处吐露她们不为人知的性爱经历的故事。在当时的法语俗语中，珠宝（或宝贝，Bijou），有阴道之意。狄德罗利用这部充满隐喻的作品，影射当时混乱的宫廷生活，将国王路易十五、蓬帕杜夫人、首相黎塞留等权贵搬上舞台，并尽力展现出自己的世界观、价值观、艺术观。

## 概况
1747年，狄德罗开始着手编纂《百科全书》，书商每月支付100里弗尔作为酬劳。不久，狄德罗之妻安特瓦内特生下一子，他的情人皮西欧夫人（Madeleine de Puisieux）又花钱如流水，入不敷出的狄德罗急需赚钱途径。此前，出身戏剧世家的小克雷比永（Claude Prosper Jolyot de Crébillon fils）在巴黎出版艳情小说《索法》并大获成功（法語：Le Sopha, conte moral）。皮西欧夫人对此书赞誉有加，狄德罗深受刺激，开始动笔写作《八卦珠宝》，於1748年用莫诺莫塔帕（Monomotapa）之名出版。这是狄德罗创作的第一部小说，也是他生前出版的唯一一部小说。虽为地下流通，小说在巴黎广受欢迎，数次再版，为狄德罗带来丰厚的收入，甚至成为他一生著述中印量最多的作品。

## 関連項目
- （英文）Vagina loquens（英语：Vagina loquens）